# Cataglyphis bombycina

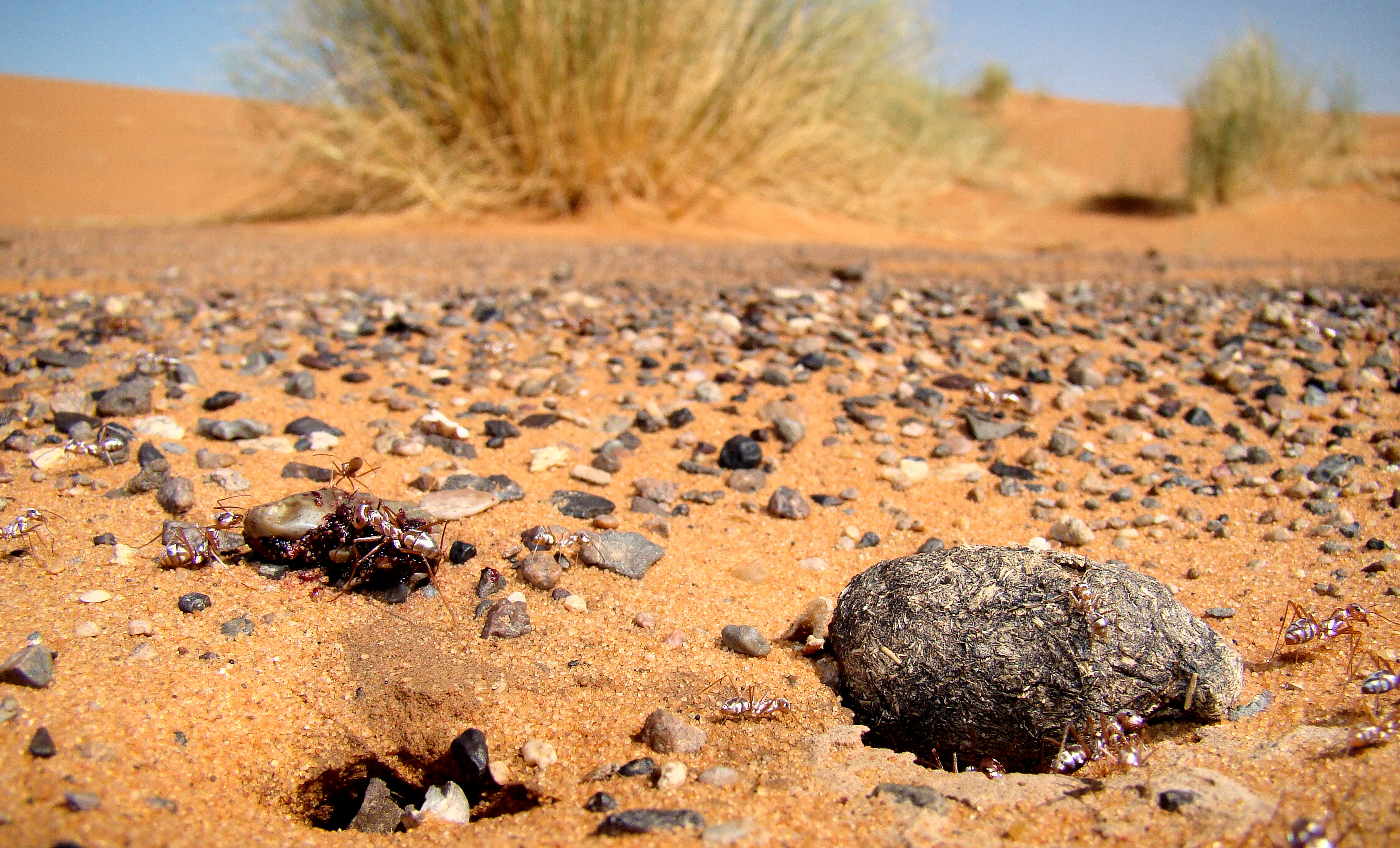
Un nido

Cataglyphis bombycina è una specie di formica. 
Nota come formica argentata del Sahara, è conosciuta per la sua elevata velocità di spostamento: oltre 85 cm al secondo.